# Apanteles californicus
Apanteles californicus är en stekelart som beskrevs av Muesebeck 1921. Apanteles californicus ingår i släktet Apanteles och familjen bracksteklar. Inga underarter finns listade i Catalogue of Life.